# Église Saint-Jean-Baptiste de Verzé
L'église Saint-Jean-Baptiste est une église romane dédiée à Saint Jean-Baptiste à Verzé en Saône-et-Loire en Bourgogne-Franche-Comté.

## Historique
Consacrée à saint Jean-Baptiste, cette église, romane à l'origine et dont le clocher s'effondra le 13 mars 1721, a été reconstruite en 1847 d'après des plans de l'architecte Berthier. 
En 1793, l'édifice servit de maison commune et l'on y exploita le salpêtre. L'église fut ultérieurement rendue au culte et, le 5 ventôse de l'an IX, une somme de 1 222 francs fut votée par la commune pour la réparer.
Sur les photos du début du XXe siècle, le clocher, qui n'est pas sans rappeler ceux de Semur-en-Brionnais ou d'Anzy-le-Duc, s'orne d'une flèche, disparue après avoir été frappée par la foudre.

## Culte
Édifice consacré du diocèse d'Autun relevant de la paroisse Saint-Vincent-en-Val-Lamartinien (siège à La Roche-Vineuse) – qui en est affectataire au titre de la loi de 1905 –, l'église de Verzé est, plusieurs siècles après sa construction, un lieu de culte catholique.